# Étienne Fayen

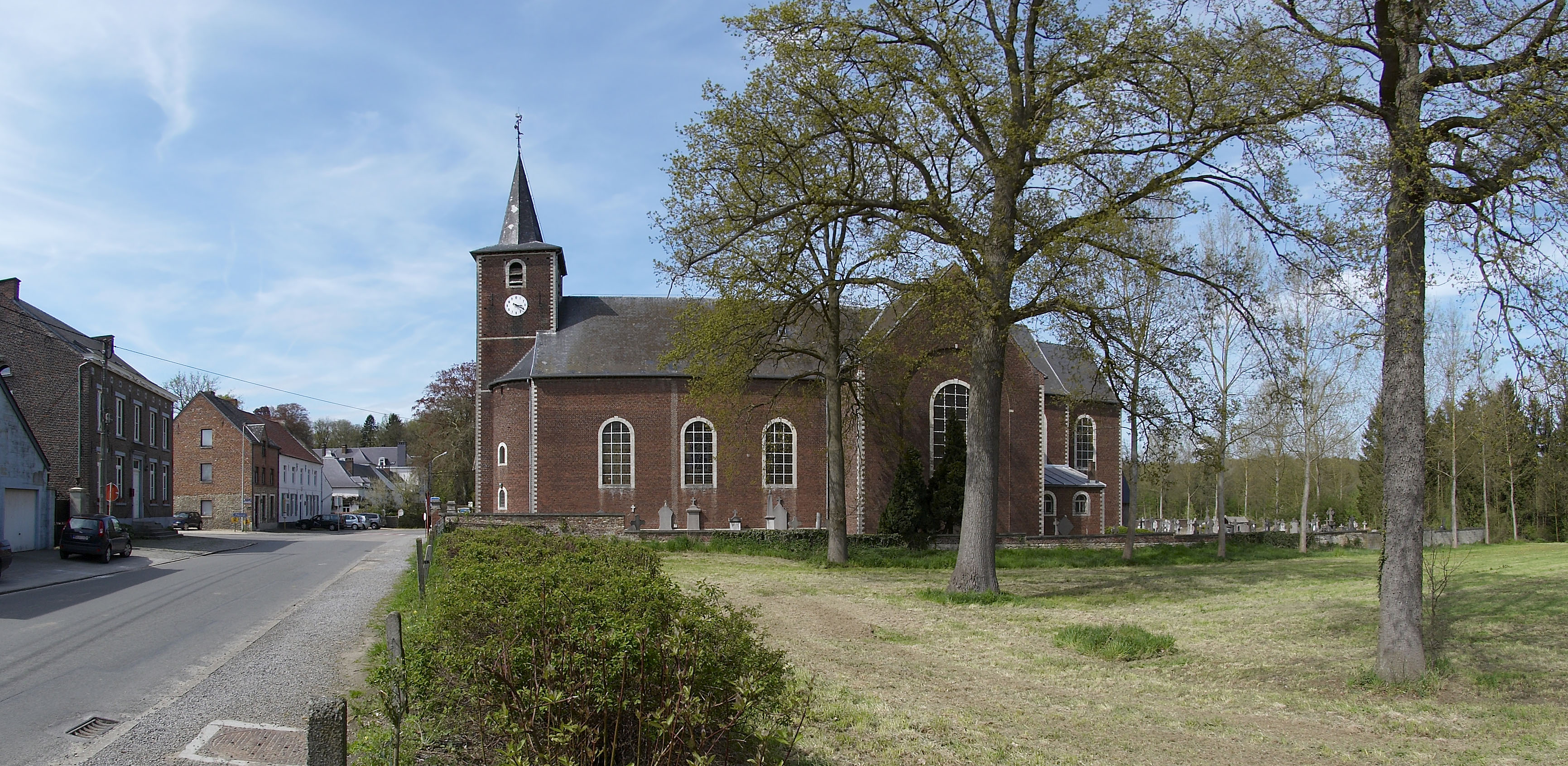
St.-Jan-de-Doperkerk in Nethen

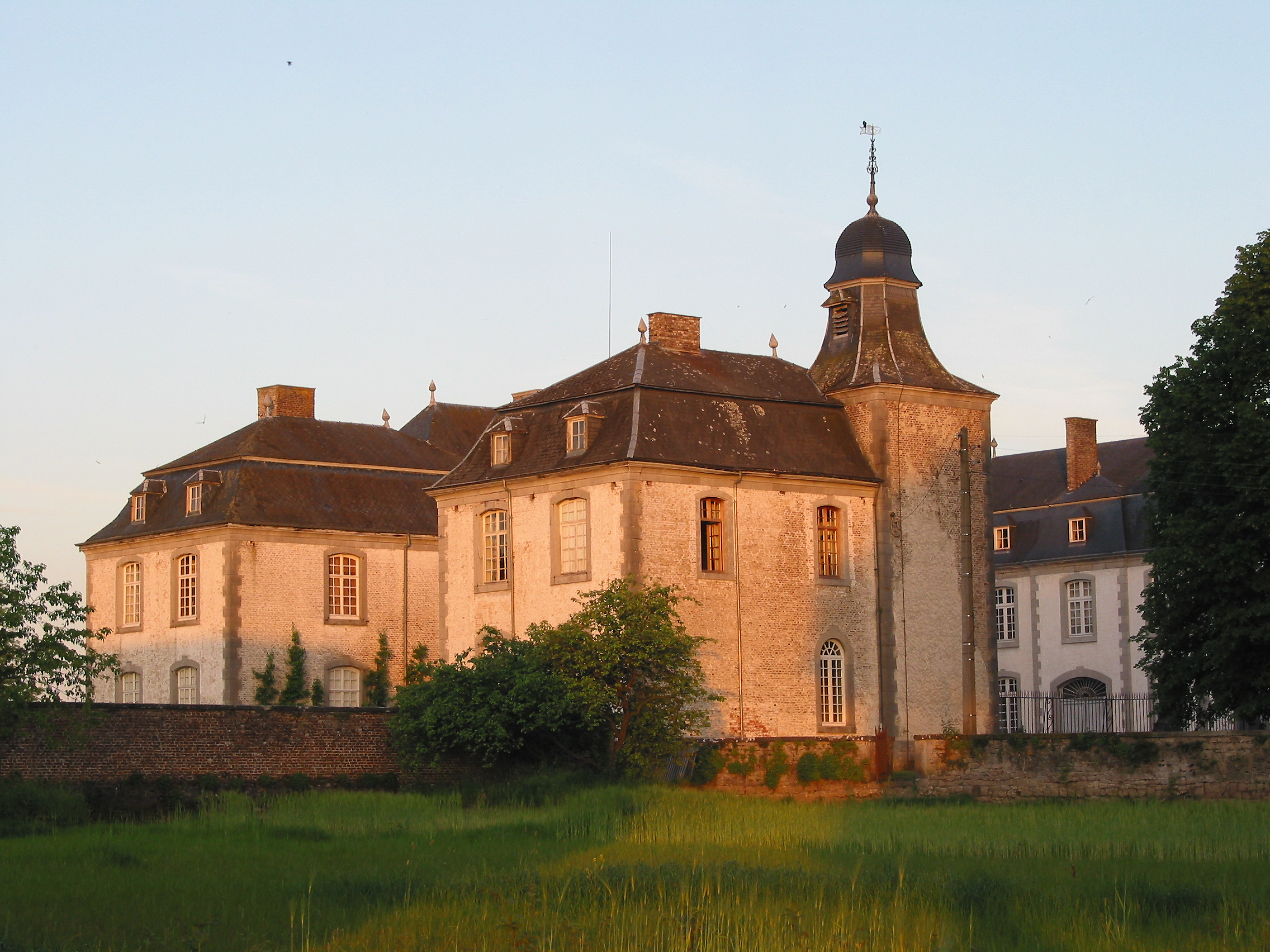
Kasteel van Deulin, Hotton, achterzijde

Étienne Fayen, ook geschreven als Fayn of Faën (Luik,1720 - aldaar, 1773), was een Luiks architect uit de late barok, die voornamelijk in de stedendriehoek Luik-Aken-Maastricht werkzaam was. Samen met de Luikse architecten Barthélemy Digneffe, Jacques-Barthélemy Renoz en Jean-Gilles Jacob, en naast de Akenaren Laurenz Mefferdatis, Joseph Moretti en Johann Joseph en Jakob Couven, en de Maastrichtenaren François, Matheius en Mathias Soiron, kan hij gerekend worden tot de belangrijkste bouwmeesters van de barokarchitectuur in het prinsbisdom Luik.

## Biografische schets
Over het leven van Étienne Fayen zijn slechts spaarzame feiten bekend. Niet bekend is waar hij zijn opleiding ontving, wel dat hij naast architect ook schilder en tekenaar was. Zo schilderde hij het portret van de Luikse burgemeester Fabry en tekende hij een gezicht op de stad Luik vanaf de Maasbrug. Samen met de architect Jacques-Barthélemy Renoz werkte Fayen aan het zomerpaleis van de Luikse prins-bisschoppen in Seraing.
De architect van het kasteel van Deulin (Château de Deulin) in Hotton is niet met zekerheid bekend, maar twee tekeningen van Fayen uit 1786 (het jaar van oplevering) maken het aannemelijk dat hij de bouwmeester was. Bouwheer was Guillaume-Joseph de Harlez (1691-1763), bierbrouwer te Luik, en zijn zoon Simon-Joseph de Harlez, abt van de abdij van Val-Saint-Lambert, kanunnik van het Sint-Lambertuskapittel te Luik en persoonlijk raadgever van prins-bisschop Karel Nicolaas Alexander d'Oultremont. Voor de bouw van het U-vormige kasteel, met losstaand corps de logis en twee paviljoes rond een cour d'honeur, moesten twaalf huizen worden afgebroken. Het rijk gedecoreerde interieur wordt toegeschreven aan François-Joseph Dukers, de zaaldecoraties zijn geschilderd door Jean-Dieudonné Deneux.
In 1767 gaf het kapittel van de Sint-Servaaskerk in Maastricht aan Étienne Fayen de opdracht het oude romaanse westwerk van de kerk te voorzien van nieuwe torenbekroningen. Fayen ontwierp drie barokke torens met helmdaken, waarvan de middentoren hoger was en een classicistisch fronton kreeg. Wellicht stamt ook de barokke façade van het Bergportaal uit deze periode. Van de barokke uitmonstering van Fayen is niets meer over. Bij de restauratie van het westwerk door Pierre Cuypers werd de torenbekroning van Fayen vervangen door een neogotische middentoren.
Dat Fayen naast gebouwen ook kerkmeubilair ontwierp, bleek uit de opdracht dat hij kreeg om het veelgeprezen marmeren hoogaltaar van de Abdij Notre-Dame de Saint-Rémy in Rochefort te ontwerpen. Na de opheffing van de abdij fungeerde dit altaar van 1811 tot 1860 als hoogaltaar van de Sint-Servaaskerk in Maastricht. Na de verwijdering van de neoclassicistische koorinrichting tijdens de eerste fase van de Cuypers-restauratie, werd het altaar verkocht aan een antiekhandelaar en kwam via omwegen terecht in de Sint-Wilfriedkapel van het Oratorium van Filippus Neri (Brompton Oratory) in South Kensington, Londen.

## Werken
- 1754-55: Stadhuis van Sint-Truiden
- 1756-57: Hardstenen koorhek van de collegiale kerk van St. Feuillen, Fosses-la-Ville[5]
- 1758-86: Kasteel van Deulin, Hotton (toeschrijving)
- 1767: Westwerkbekroning Sint-Servaaskerk, Maastricht
- 1767-70: Verbouwing interieur kasteel Eijsden
- 1768: St.-Jan-de-Doperkerk, Nethen
- vanaf 1770: Kasteel van Heks (toeschrijving onzeker)
- Altaar van de Sint-Wilfriedkapel, Oratorium van Filippus Neri (Brompton Oratory), South Kensington, Londen)[6]
- Tabernakel van het hoogaltaar van de Dom van Keulen (thans in depot)[6]

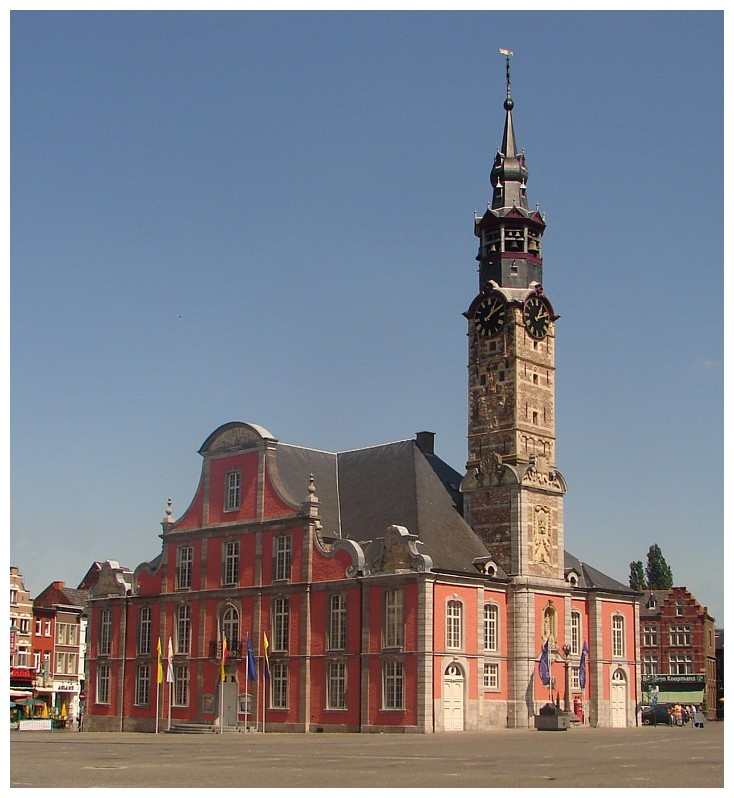
Stadhuis Sint-Truiden
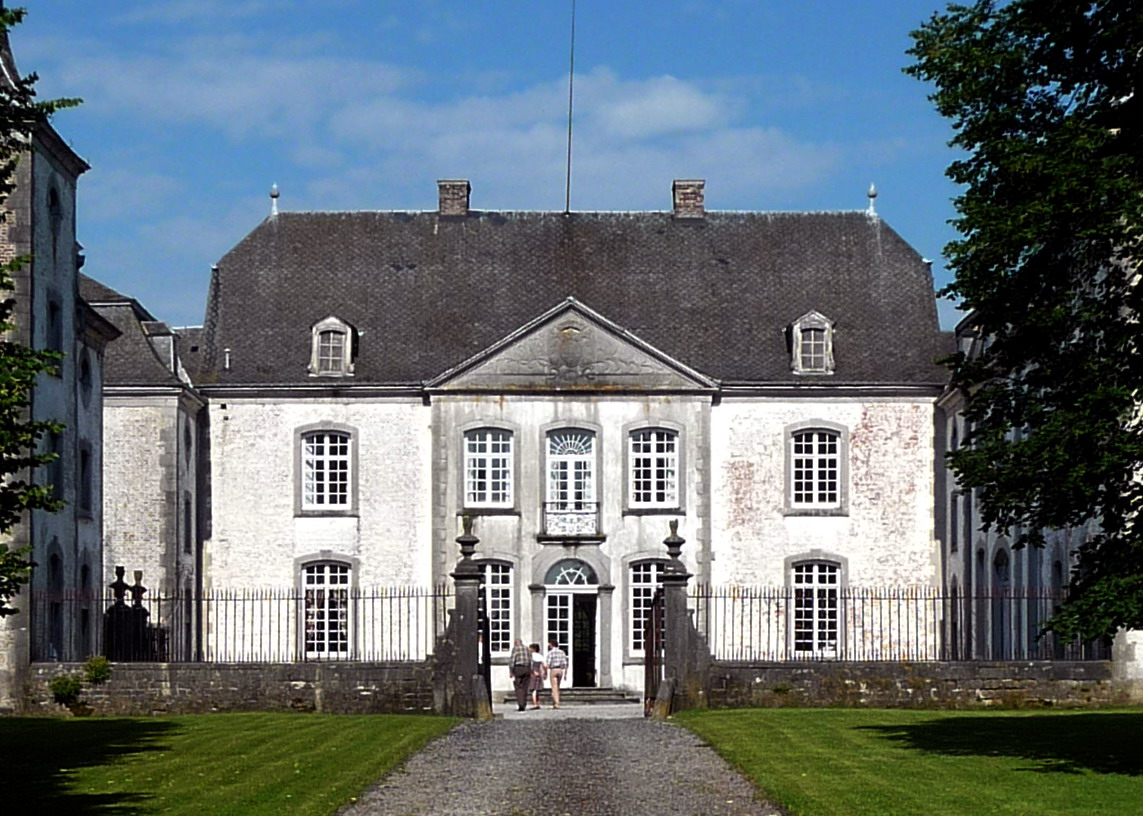
Kasteel van Deulin
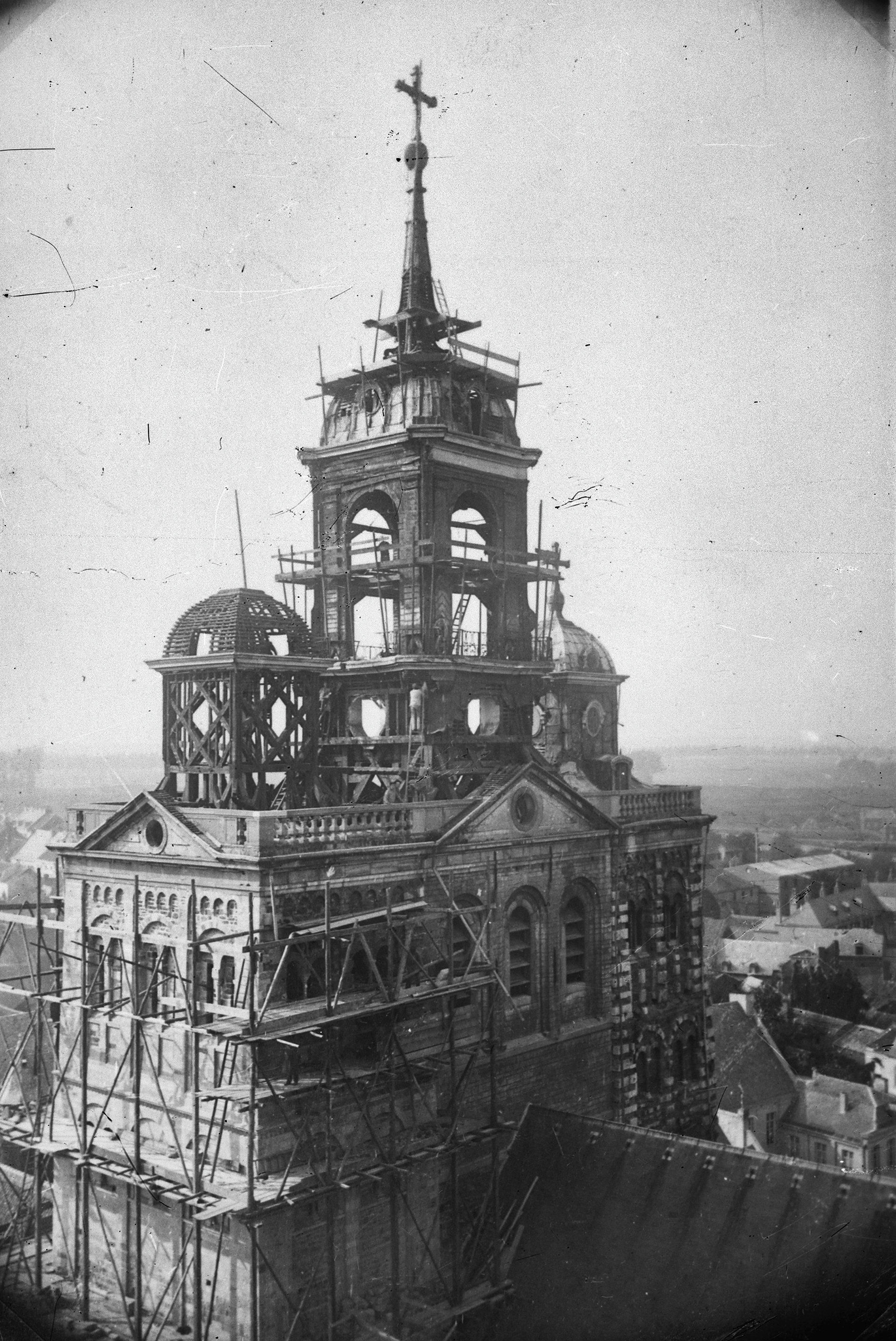
Torens St.-Servaaskerk
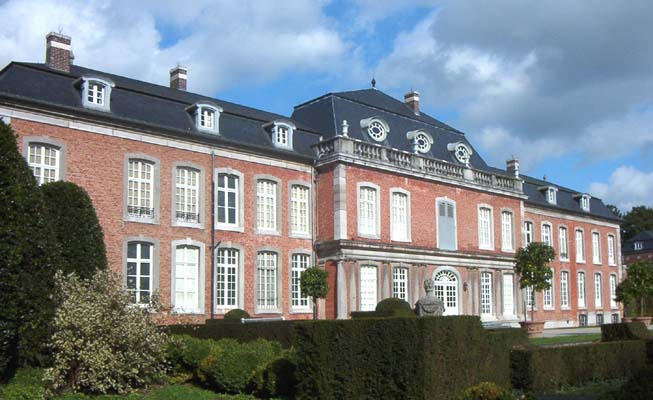
Kasteel van Heks